# 이화전기
이화전기는 전원공급장치 및 전력변환장치를 생산하는 코스닥 상장 기업이다. UPS(무정전 전원장치) 및 몰드변압기, 정류기, SCADA 등을 생산하며, 매출 구성은 UPS 39%, 정류기 31%, 몰드변압기 8%, 주파수 변환기 3% 등이다.

## 사업
매출은 대부분 발전소, 산업설비, 대규모시설단지, 철도, 지하철 등에 대규모로 납품하는데서 나온다. 주요 실적으로는 삼성전자 기흥/탕정 반도체라인에 공급한 UPS 3120kVA, 삼성SDI PDP 1, 2라인에 공급한 UPS 500kVA, LG Philips LCD 라인에 공급한 UPS 300kVA 등이 있다.
이 사업은 경기선행지수가 올라갈수록 수요가 증가하므로 경기(특히 건축경기)에 민감하며, 산업설비에 대한 투자 계획에 매출이 좌우된다.

## 신제품
《ETUS Ⅱ》는 전력 요금이 저렴한 심야 시간대에 축전지를 충전해 두었다가 정전시 축전지 방전으로 UPS를 통해 무정전의 고품질 전원을 부하 측에 공급하고 전력 소비가 많은 피크전력 관리 시간대에 축전지를 방전시켜 전력 공급원으로 활용, 입력 소비 전력을 감소 시킴으로써 전기 요금 절감 및 정부의 피크전력 관리 정책에 동참할 수 있도록 했다. 이 제품의 특허기술은 국내는 물론 일본, 미국, 중국, 유럽의 특허를 획득할 정도로 세계적으로 인정받았다는 게 회사 측의 설명이다. 즉 사용자는 해당 장치의 제어판넬 에서 ESS 기능 동작 시각과 정지 시각, 축전지 사용률 등을 직접 손쉽게 설정할 수 있다는 것이다.
특히 고효율에너지기자재 인증품인 《ETUS Ⅱ》는 기본적으로 최신의 디지털 제어 기술이 탑재된 ALL IGBT UPS로서, 제어 연산은 물론 PWM 신호 발생까지 모두 소프트웨어로 처리하며 정류부와 인버터부에 최신의 고속 스위칭 소자인 IGBT를 적용, 뛰어난 전력 품질 및 고효율을 자랑한다. 이 밖에도 충전전류 리플을 최소화하도록 최적 충전 기능을 수행하는 인터리브드 양방향 컨버터, 전력 변환부의 온도에 따라 팬의 속도를 제어하는 스마트 냉각팬, 감시 기능이 탑재된 이중화 된 제어 전원 등은 제품 신뢰성을 더욱 높였다는 게 회사측의 설명이다. 특히 UPS 내부에 Wi-Fi(무선 랜) 기능을 탑재해 사용자가 휴대폰으로 각종 이벤트와 경보 내역을 다운로드해 운용 상태를 확인한 후, 경보 내역을 이화전기 서비스 센터로 전송해 신속한 A/S 지원을 받을 수 있게 했고 최대 100대의 UPS를 한 대의 PC에서 동시에 실시간으로 감시할 수 있도록 한 통합 원격 감시 프로그램(IMS)도 차별화된 기술로 확장성으로 단일 용량 기준 10kVA부터 500kVA까지 생산되는데 최대 6대 병렬 구성으로 3000kVA까지 용량 확장이 가능, 불필요한 초기 투자 비용을 절감할 수 있게 했다고 전한다.

## 변화
이화전기는 증시에서 개성공단에 공장을 두고 있다는 이유로 대표적인 대북 테마주로 분류된다. 그래서 실적보다 정부의 대북정책 및 북한과의 관계에 더 큰 영향을 받는 편이다. 최근, 이화전기는 최대주주를 계열사인 이트론으로 변경됐다고 2018년 6월 19일 공시했다. 이러한 변화로 최대주주인 이트론이 보유한 이화전기 주식은 1억389만6103주(17.26%)이다. 변경 사유는 제3자 배정 유상증자의 납입 완료다. 또한 이화전기는 2018년 7월 13일 관계회사인 이아이디의 제3자 배정 유상증자에 참여, 주식 9,000만주를 229억5,000만원에 취득키로 결정했다고 공시했다. 이번에 취득한 비율은 2017년 기준 자기자본의 14.93%다. 취득 후 지분율은 47.16%(1억1,421만5,609주)다. 회사 측은 취득 목적에 대해 “투자 수익 기대 및 지배구조 강화를 위한 지분율 확보”라고 설명했다.

## 같이 보기
- 이아이디
- 이화그룹
- 이트론
- 대북 테마주
- 테마주